# Air Albania
Air Albania — флагманский авиаперевозчик Албании. Авиакомпания имеет свой хаб и штаб-квартиру компании в международном аэропорту Тираны Нене Тереза в Тиране, Албания. Основанная в 2018 году, она выполняет регулярные авиаперевозки пассажиров по направлениям в Европе.

## История

### Ранние годы
Предыдущий национальный авиаперевозчик Албании, «Albanian Airlines», прекратил свое существование, когда 11 ноября 2011 года правительство Албании отозвало у него лицензию на работу.
Премьер-министр Албании Эди Рама объявил 30 марта 2017 года, что правительство Албании планирует создать авиакомпанию в партнерстве с Turkish Airlines. 8 мая 2017 года Рама и Илькер Айджи, исполнительный директор Turkish Airlines, опубликовали совместное заявление для прессы, в котором заявили, что базирующаяся в Албании авиакомпания находится в разработке при поддержке президента Турции Реджепа Тайипа Эрдогана. Позже было объявлено, что основание Air Albania было связано с созданием международного аэропорта во Влёре, которое также планировалось в сотрудничестве с правительством Турции. 21 ноября 2017 года Рама представил название новой авиакомпании Air Albania.
Air Albania была основана 16 мая 2018 года консорциумом во главе с правительствами Албании и Турции в рамках государственно-частного партнерства. Turkish Airlines, партнер-учредитель, владеет 49,12 % акций Air Albania. Остальные 50,88 % акций торгуются публично, в настоящее время разделены между Albcontrol, корпорацией, принадлежащей правительству Албании, с примерно 10 %, и MDN Investment, частной компанией в Албании, с примерно 41 % акций. Национальный антимонопольный орган Албании одобрил создание авиакомпании в сентябре 2018 года. Первый рейс авиакомпании совершил А319, арендованный у Turkish Airlines, в апреле 2019 года.
Споры по поводу основания авиакомпании разгорелись, когда выяснилось, что партнер-учредитель MDN Investment был основан за 9 дней до этого, 7 мая 2018 года. Turkish Airlines вложила в их запуск 30 миллионов долларов. Более того, 16 мая 2018 года правительство Албании передало контроль над землей, на которой был построен международный аэропорт Тираны, компании Albcontrol для участия в государственно-частном партнерстве. Из-за отсутствия комментариев общественности Албания, возможно, нарушила Соглашение о стабилизации и ассоциации, которое она подписала во время процесса вступления в Европейский Союз .

### События с 2020 года
Агентство авиационной безопасности Европейского Союза (EASA) 8 мая 2020 года выдало Air Албании сертификат оператора третьей страны (TCO), разрешающий Air Albania выполнять рейсы между Албанией и Европейским Союзом. В сентябре 2021 года авиакомпания впервые пополнила свой парк третьим самолетом.
9 сентября 2022 года власти Албании приостановили действие лицензии авиакомпании на ведение коммерческой деятельности, поскольку авиакомпания не предоставила необходимую документацию; однако было разрешено продолжить все полеты.
14 сентября 2022 года власти Албании повторно активировали лицензию на ведение бизнеса, поскольку авиакомпания предоставила всю необходимую документацию и продолжает свою деятельность по четырнадцати направлениям в Европе.

## Направления
Air Albania выполняет рейсы по следующим направлениям:
| Страна                     | Город   | Аэропорт                                  | Примечания |
| -------------------------- | ------- | ----------------------------------------- | ---------- |
| Албания                    | Тирана  | Международный аэропорт Тираны Нене Тереза | Хаб        |
| Албания                    | Кукес   | Международный аэропорт Кукес Заид         | Сезонный   |
| Италия                     | Болонья | Аэропорт Болонья Гульельмо Маркони        |            |
| Италия                     | Милан   | Милан Мальпенса                           |            |
| Италия                     | Пиза    | Аэропорт Галилео Галилей                  |            |
| Италия                     | Верона  | Аэропорт Верона Виллафранка               |            |
| Швейцария Франция Германия | Базель  | Евроаэропорт Базель Мюлуз Фрайбург        | Сезонный   |
| Турция                     | Анталия | Аэропорт Анталии                          | Сезонный   |
| Турция                     | Стамбул | Аэропорт Стамбула                         |            |

Air Albania имеет соглашение о код-шеринге и полную поддержку Turkish Airlines.

## Флот

### Текущий автопарк
По состоянию на апрель 2023 года Air Албания эксплуатирует следующие самолеты:
| Самолет          | В сервисе | Заказы | Пассажиры | Пассажиры | Пассажиры | Примечания |
| Самолет          | В сервисе | Заказы | С         | Да        | Общий     | Примечания |
| ---------------- | --------- | ------ | --------- | --------- | --------- | ---------- |
| Airbus A319-100  | 1         | —      | 8         | 124       | 132       |            |
| Аэробус А320-200 | 2         | —      | 8         | 172       | 180       |            |
|                  | 3         | —      |           |           |           |            |

### Бывший самолет
Air Албания ранее также эксплуатировала следующие типы самолетов:
- 1 Боинг 737-800 (арендованный у Turkish Airlines)

### Название самолета
В знак признания выдающихся албанских деятелей, внесших положительный вклад в албанскую культуру и общество, авиакомпания называет каждый самолет в их честь, например, «Ласгуши» (Airbus A319-100), «Мигьени» (Airbus A320-200) и «Фишта» (Airbus A320-200).